# Core bancario
Core bancario (en inglés, core banking) se define como el negocio desarrollado por una institución bancaria con sus clientes minoristas y pequeñas empresas. Muchos bancos tratan a los clientes minoristas como a sus clientes de "Core bancario", y tienen una línea de negocios separada para gestionar las pequeñas empresas. Las grandes empresas son administradas a través de la División de Banca Corporativa de la institución. "Core bancario", básicamente, se refiere a las operaciones de depósito y de préstamos de dinero.
Hoy en día, la mayoría de los bancos utilizan las aplicaciones de "Core Bancario" para apoyar sus operaciones utilizando en concepto de "Intercambio en tiempo real centralizado" (del Inglés "Centralized Online Real-Time Exchange"). Esto básicamente quiere decir que todas las oficinas del banco acceden las aplicaciones a fuentes de datos centralizadas. Esto significa que los depósitos realizados se reflejan inmediatamente en los sistemas automatizados del banco y el cliente puede retirar el dinero depositado en cualquiera de las sucursales del banco en todo el mundo. Estas aplicaciones ahora también tienen la capacidad de atender las necesidades de los clientes corporativos, proporcionando una solución de banca global.
Hace algunas décadas tomaba por lo menos un día para reflejar una operación en la cuenta, ya que cada sucursal tenía servidores locales, y los datos desde esos servidores locales se enviaban en un proceso de lote al servidor central al final del día (en inglés "End Of Date" - EOD).
Normalmente las funciones de Core bancario incluyen: cuentas de depósito, préstamos, hipotecas y pagos. Los bancos hacen estos servicios disponibles al cliente a través de múltiples canales como: cajero automático (ATM), puntos de venta (POS), banca por Internet, entre otros.

## Soluciones de Core Bancario
La plataforma donde se combinan la tecnología de la comunicación y la tecnología de la información, para satisfacer necesidades básicas de la banca, se conoce como Soluciones de Core Bancario. Las soluciones de "Core bancario" administran y controlan los procesos y actividades bancarias de las entidades financieras.
Entre las más importantes tenemos:
- Clientes
- Productos Activos
- Productos Pasivos
- Servicios
- Tesorería
- Contabilidad
- Activos Fijos
- Gastos Diferidos
- Créditos
- Home banking
- Plataforma de sucursales
- Compensación

Las soluciones de Core Bancario son aplicaciones que se basan en una plataforma que permite un enfoque gradual y estratégico que tiene por objetivo permitir a los bancos mejorar las operaciones, reducir costos, y prepararse para el crecimiento. La implementación de una solución empresarial modular, basada en componentes, facilita la integración con las tecnologías bancarias existentes. Una arquitectura orientada a servicios (en inglés "service-oriented-architecture -SOA) ayuda a los bancos a reducir el riesgo que puede derivarse de la carga manual de datos e información desactualizada, incrementa la gestión de la información y su revisión, y evita la interrupción potencial del negocio causado por la sustitución de sistemas completos.
Estas soluciones son parte de la nueva jerga utilizada con frecuencia en los círculos bancarios. El avance en la tecnología, especialmente Internet y la tecnología de la información han dado lugar a nuevas formas de hacer negocios en la banca. Estas tecnologías han reducido el tiempo de inactividad, trabajando simultáneamente en diferentes aspectos y aumentando la eficiencia. En estas, el software está desarrollado para realizar las operaciones básicas de la banca tales como: registro de las transacciones, mantenimiento de libretas, cálculos de intereses de préstamos y depósitos, registro de clientes, balanza de pagos y retiro de fondos. Este software se instala en diferentes sucursales del banco interconectadas por medio de líneas de comunicación, telefonía, satélites, Internet, etc. Por otra parte, permite a los clientes operar cuentas en cualquier sucursal si se han instalado soluciones de Core bancario. Esta nueva plataforma ha cambiado la forma en que los bancos operan.
Es por esto que, el Core Bancario representa el corazón de la operación financiera de los bancos, y la decisión de seleccionar una plataforma de última generación representa un reto en términos de flexibilidad, escalabilidad, funcionalidad e inversión, que esté totalmente alineada a la estrategia de negocio y que asegure un soporte operativo a mediano y largo plazo.
Gartner define un sistema de Core Bancario como un sistema de back-end que procesa las transacciones bancarias diarias, actualizaciones de cuentas y otros registros financieros. Estos sistemas suelen incluir depósitos, préstamos y capacidades de procesamiento de créditos, con interfaces a los sistemas de contabilidad general y herramientas para la generación de reportes. El enfoque estratégico en estos sistemas se basa en una combinación de la arquitectura orientada a servicios y tecnologías de apoyo que crean arquitecturas extensibles.